# Бернард Грзимек
Бернард Клеменс Мариа Грзимек (Ниса, 8. април 1909 — Франкфурт, 13. март 1987) био је познати директор немачког зоолошког врта, зоолог, аутор књига, уредник и заштитник животиња у послератној Западној Немачкој.

## Биографија

### Младост, породица и образовање
Грзимек је рођен у Ниси. Његов отац Паул Франц Константин Грзимек је био адвокат и јавни бележник. Грзимекова мајка је била Маргарет Маргот (рођена Ванке).
Након студија ветеринарске медицине 1928. године, прво у Лајпцигу, а касније у Берлину, Грзимек је докторирао 1933. године.
Оженио се Хилдеград Пруфер 17. маја 1930. године и имао је три сина: Рохуса, Мајкла и усвојеног сина, Томаса.

### Током и након Другог светског рата
Током Другог светског рата био је ветеринар у Вермахту и радио је у Министарству за храну Трећег царства у Берлину. Почетком 1945. године Гестапо је извршио претрес у Грзимековом стану у Берлину, јер је више пута достављао храну скривеним Јеврејима. Грзимек је тада побегао из Берлина у Франкфурт, који је окупирала америчка војска. У априлу 1945. америчке власти су га именовале за шефа полиције Франкфурта, али он је одбио посао.
Крајем 1947. године Грзимек је оптужен за чланство у НСДАП (Нацистичко партији) од стране америчке војне владе, што је он негирао. Потом је уклоњен са функције у Франкфуртском зоолошком врту, кажњен и послан на денацификацију. 23. марта 1948. године утврђено је да је невин (Категорија 5; Ослобођен). Потом га је у зоолошки врт вратила америчка влада, али његов углед је био нарушен. Директор Минхенског зоолошког врта, Хајнц Хек, је водио приватну кампању и тужбе против њега. Грзимек је ослобођен свакog кривичнog дела 1949. године.

### Директор зоолошког врта
Грзимек је постао директор Франкфуртског зоолошког врта 1. маја 1945. године. Зоолошки врт је тада био у рушевинама и убијено је свих 20 животиња. Грзимек је спречио трајно затварање Франкфуртског зоолошког врта и пресељење Зоолошког центра у предграђа. Зоолошки врт је поново отворен 1. јула 1945. године, након што су сви кратери од бомби санирани и зграде привремено обновљене. Уз фестивале, плесове и глумце, Грзимек је привукао становништво Франкфурта и добио сагласност привремене владе и америчке војске за наставак рада Франкфуртског зоолошког врта.
Грзимек је водио Франкфуртски зоолошки врт 29 година, до његовог повлачења 30. априла 1974. године. Успео је да направи један од највећих зоолошких вртова у Немачкој.
У исто време био је председник Франкфуртског зоолошког друштва више од четрдесет година. Друштво, организовано на сличан начин 
као у Лондону и Њујорку, води низ пројеката заштите дивљине, како у Немачкој тако и у иностранству; Најпознатији је његов текући рад у Серенгети екосистему у Танзанији, у источној Африци.

### Конзервационизам и друге активности
Године 1954. основао је фото агенцију Окапиа, специјализовану за животиње и природу. Данас је агенција специјализована за науку и запошљава 650 фотографа. Фирму води Кристиан Бернард Грзимек, син његовог сина који је умро у Серенгетију.
Грзимек је најпознатији по делу које је подузео за очување Серенгетија. Провео је неколико година проучавајући дивље животиње заједно са сином Мајклом Грзимеком, посебну пажању је усмерио на подручја бројних годишњих миграција великих размера. Документарни филм Серенгети неће умрети написали су и режирали Бернард и Мајкл Грзимек, а 1959. године освојио је Оскара за документарни филм.
Исте године Мајкл је погинуо у авионској несрећи услед судара са белоглавим супом. Грзимек је написао најпродаванију књигу Серенгети неће умрети, која се први пут појавила на немачком језику 1959. године, а касније и на још 20 језика. Обраћао се јавности и био је кључан у покретању стварања Националног парка Серенгети.
У својој књизи је прорицао:
Велики градови се и даље шире. У наредним деценијама и вековима људи неће путовати да би видели чуда инжењеринга, већ ће напустити прашњаве градове да би видели последња места на Земљи у којима мирно живе Божја бића. Земљама које су сачувале таква места завидеће друге нације и посећиваће их много туриста. Постоји разлика између дивљих животиња које живе природним животом и познатих грађевина. Грађевине се могу обновити ако су уништене у рату, али једном када се дивље животиње из Серенгетија истребе, никаква снага на Земљи их не може вратити.
Грзимек је 1975. године основао Лигу за заштиту животне средине и природе (БУНД) и купио десет хектара шумских и мочварних подручја у шуми Стеигер. Године 1978. оженио се удовицом свог сина, Ериком. Након тога усвојио је унуке као синове.

### Крај живота
Грзимек је умро у Франкфурту на Мајни 1987. године, заспавши гледајући циркуску представу са групом деце. Касније је његов пепео пребачен у Танзанију и сахрањен поред сина Мајкла у кратеру Нгоронгоро.

## Издања
Грзимек је био главни уредник (и аутор низа чланака) огромне и монументалне енциклопедије живота животиња. Након објављивања 1968. године у Немачкој, Грзимекова енциклопедија живота животиња је преведена на енглески језик и објављена 1975. године у 13 свезака (које обухватају ниже животне форме, инсекте и друге бескичмењаке, рибе, водоземце, гмизавце, птице и сисаре) плус три додатна свеска о екологији, етологији и еволуцији. Рад из 1975. је постао стандардни референтни рад. Након Грзимекове смрти, количина сисара је ревидирана и поново објављена на немачком, а потом на енглеском језику. 2004. године целокупна енциклопедија је ревидирана и објављена у новом и проширеном издању, а Мајкл Хачинс је постао нови главни уредник. Све верзије енциклопедије обележене су јасном и снажном прозом, широком употребом илустрација (цртежа и слика у боји), те дубоком љубављу и бригом за очување животиња.
Од националног значаја били су његово дело ко-уредника (заједно са аустријским добитником Нобелове награде Конрадом Лоренцом[1]) тада највећег 
популарног часописа о животињама и дивљинама на немачком језику, Животиње и врло популарне телевизијске серије о дивљини. Аутор је и великог броја популарних књига заснованих на небројеним искуствима са животињама које је одгајао још од својих студентских дана, управљао као директор зоолошког врта и наишао у дивљини током многих истраживачких путовања.